# Konstandinos Giuwetsis
Konstandinos Giuwetsis, gr. Κωνσταντίνος Γκιουβέτσης (ur. 19 listopada 1999) – grecki piłkarz wodny grający na pozycji skrzydłowego, reprezentant Grecji, wicemistrz olimpijski z Tokio 2020, mistrz świata juniorów.

## Udział w zawodach międzynarodowych
Od 2016 reprezentuje Grecję na zawodach międzynarodowych. Z reprezentacją uzyskał następujące wyniki:
| Rok  | Impreza                                         | Miejsce | Pozycja    |      |                                                 |         |            |
| ---- | ----------------------------------------------- | ------- | ---------- | ---- | ----------------------------------------------- | ------- | ---------- |
| Rok  | Impreza                                         | Miejsce | Pozycja    | 2017 | Mistrzostwa Świata Juniorów w Piłce Wodnej 2017 | Belgrad | 1. miejsce |
| 2019 | Mistrzostwa Świata Juniorów w Piłce Wodnej 2019 | Kuwejt  | 1. miejsce |      |                                                 |         |            |
| 2021 | Letnie Igrzyska Olimpijskie 2020                | Tokio   | 2. miejsce |      |                                                 |         |            |